# 루시아 스트러스
루시아 스트러스(Lusia Strus, 1969년 12월 13일 ~ )는 미국의 작가, 배우이다.
시카고에서 태어났다.

## 출연 작품

### 영화
- 스터 오브 에코 (1999) - 실라 매카시 역
- 소울 서바이버 (2001)
- 첫 키스만 50번째 (2004) - 알렉사 역
- 미스 에이전트 2: 라스베가스 잠입사건 (2005)
- 레스트리스 (2011) - 레이철 역
- 켈리 & 칼 (2014, Kelly & Cal) - 미치 역

### 텔레비전
- 네드의 학교에서 살아남기 (2005-07)
- 굿 비헤이비어 (2016-17)